# Wachtliella ericina
Wachtliella ericina är en tvåvingeart som först beskrevs av Hugh Low 1885.  Wachtliella ericina ingår i släktet Wachtliella och familjen gallmyggor. Inga underarter finns listade i Catalogue of Life.